# 사랑 후에 오는 것들 (2024년 드라마)
사랑 후에 오는 것들(What Comes After Love)은 2024년 9월 27일부터 공개된 쿠팡플레이 오리지널 드라마다.

## 프로그램 소개
일본 유학 중이던 홍(이세영)이 준고(사카구치 켄타로)를 만나 애절한 사랑과 이별을 겪은 후 5년만에 한국에서 다시 재회하면서 펼쳐지는 운명적인 사랑에 관한 이야기.

## 제작진

### 제작사
- 실버라이닝 스튜디오

- 주식회사 애닉

- 콘텐츠 세븐

### 연출
- 문현성 : ( 영화 《코리아》(공동각색&감독), 영화 《아티스트: 다시 태어나다》(단역 - 담당교수 역), 영화 《임금님의 사건수첩》(공동각색&감독), 영화 《서울대작전》(감독), 영화 《익스트림 페스티벌》(제작) 등 연출 )

### 각본
- 정해심 : 영화 《동백꽃》(주연 - 어른 김추자 역 & 촬영부), 영화 《참 잘했어요》(조연출&제작), 영화 《문디》(각본&감독), 영화 《해운대》(스크립터), 영화 《7광구》(스크립터), 영화 《차박》(각본&감독&제작), 영화 《죽음으로의 초대》(감독), 영화 《언박싱》(감독) 등 연출 )
- 문현성

### 주요 인물
- 이세영 : 최홍 역
- 사카구치 켄타로 : 아오키 준고 역
- 홍종현 : 김민준 역
- 나카무라 안 : 고바야시 칸나 역

### 주변 인물
- 미람 : 박지희 역
- 이소희 : 최록 역
- 조승연 : 최한 역
- 이일화 : 이영숙 역
- 릴리 프랭키 : 아오키 타쿠토 역
- 코이즈미 쿄코 : 사에키 시즈코 역
- 히로사와 소우 : 미야자와 히로코 역
- 마에다 노조미 : 카토 노조미 역

### 특별 출연
- 노민우 : 버스킹하는 사람 역

### 우정 출연
- 알렉스 김 : 사진기자 역
- 송민지 : 북콘서트 사회자 역
- 유수경 : 유 기자 역

## 수상 목록
- 2024년 아시아 아티스트 어워즈 배우 부문 베스트 아티스트상 (사카구치 켄타로)
- 2024년 아시아 아티스트 어워즈 아시아 스타상 (사카구치 켄타로)

## 기타
- 한국 콘텐츠진흥원 2023년 방송영상콘텐츠 기획안 공모 - 드라마(중편) 부문 선정작(우수상)이다.
- 2022년 9월 3일 원작자 츠지 히토나리가 한국에서 드라마화 각색 계약을 맺었다고 홈페이지를 통해 발표했다.
- 사카구치 켄타로는 "이게 대부분의 한국 촬영 스타일인지는 잘 모르겠지만 우리 현장엔 본인 촬영 분량이 없는 날도 다른 배우들을 응원하기 위해 오시는 출연진이 많았다. 현장에 안 와도 되는 날인데도 불구하고 와주셔서 무척 기뻤다. 뿐만 아니라 작품과 관계없는 감독님의 지인분들도 와주시고, 응원해 주는 그런 분위기가 놀라웠다"고 인터뷰에서 밝혔다.[1]